# Морозовка (Московская область)
Морозовка — деревня в Коломенском районе Московской области. Входит сельское поселение Проводниковское. Население — 8 чел. (2010).

## География
Деревня Морозовка расположена на Малинском шоссе примерно в 5 км к западу от черты города Коломны. Ближайшие населённые пункты — деревня Ворыпаевка и село Андреевское. Севернее деревни протекает река Костёрка.

## История
В 1705 году 3 крестьянских, в них 8 человек.
В 1766 году Морозовка - сельцо Коломенского уезда Большого Микулина стана, 19 душ.
В 1852 году крестьян 29 душ муж.пола, 19 душ жен.пола.
В 1862 году число дворов 11, муж.пола 48, жен.пола 37.
В 1894 году число дворов: заним.хлебопаш.- 16, не заним.хлебоп. — 1. Число душ: мужеских — 28, женских — 26, детей — 29, по ревизии муж.пола — 24. Колич.скота: лошадей — 7, крупного рог. — 10, мелкого рог. — 20. Дворов без лошади — 7.
В 1926 году Непецинская волость, сельсовет — Андреевский. Количество хозяйств: крестьянских — 18, иных — нет, всего — 18. Население: мужчин — 44, женщин — 38, всего — 82

## Население
| 2002 | 2006 | 2010 |
| ---- | ---- | ---- |
| 6    | ↗10  | ↘8   |